# LM Ericssons centrallager, Flemingsberg

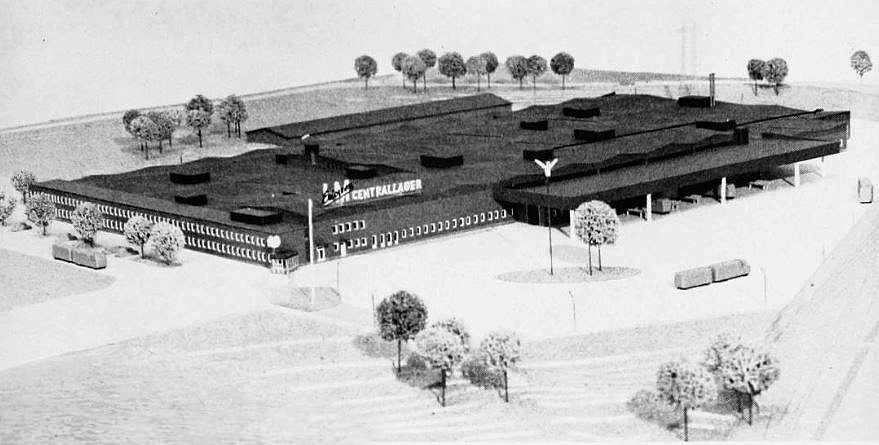
LM Ericssons centrallager Flemingsberg, första etapp, modellfoto 1965.

LM Ericssons centrallager i Flemingsberg var LM Ericssons distributionsanläggning som uppfördes i två stora byggnadsetapper mellan 1965 och 1975 på Flemingsbergs industriområde vid Elektronvägen 1 i Huddinge kommun. Godshanteringen i det nya centrallagret var på sin tid en sevärdhet på grund av en långt driven rationalisering och automatisering.

## Historik

### Byggnad

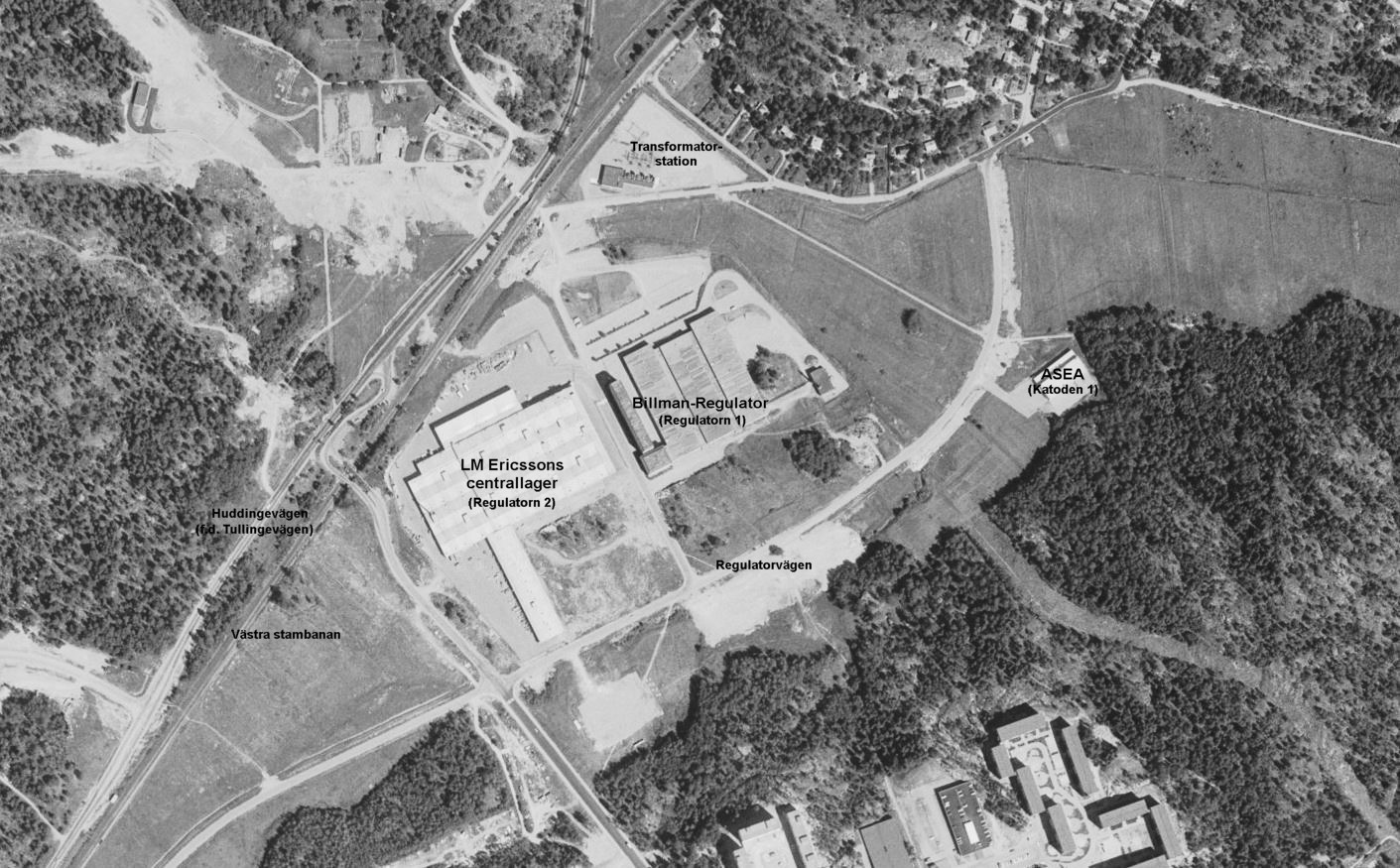
LM Ericssons centrallager och Billman-Regulators fabriksanläggning i slutet av 1960-talet.

Strax efter att Billman-Regulator AB uppförde sin nya anläggning på Regulatorn 1 i det nybildade industriområdet på östra Flemingsberg flyttade även LM Ericsson hit och byggde på grannfastigheten Regulatorn 2. På den 63 000 m² stora industritomtens norra del lät LME uppföra ett nytt centrallager som blev inflyttningsklar 1967. Till arkitekt anlitades Sven E. Trägårdh och för konstruktionerna stod Jacobson & Widmark (J&W).  Sven Trägårdh ritade ett centrallager i två plan med yttermått 185 x 96 meter. Lagrets nedre plan omfattade 18 000 m² och det övre planet, som även kallades ”däcket”, hade en golvyta på 7 300 m².
Till anläggningen hörde också ett kontor på 1 800 m² i två plan med ett 50-tal kontorsrum samt matsal, personalrum och ett skyddsrum. På tomten rymdes även kallförråd och garage. Projektets etapp 1 kostnadsberäknades till 21 miljoner kronor och skulle bli arbetsplats för omkring 150 medarbetare.

### Lagerhanteringen

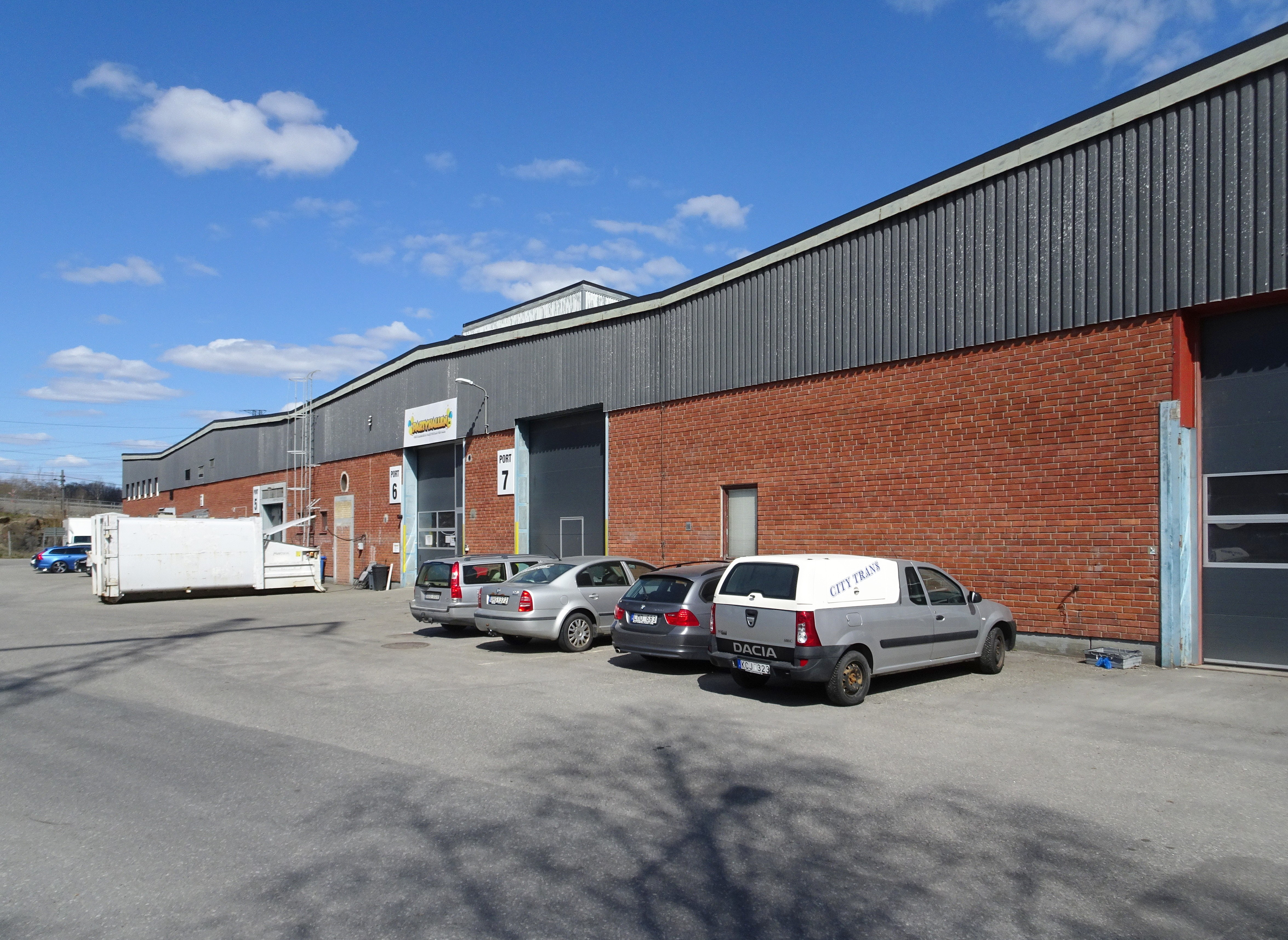
Centrallagret, etapp 1, april 2021.

Anläggningen skulle uppfylla en hög rationaliseringsgrad där man tillgrep helt nya systemlösningar med viss automatisering. Enligt en samtida artikel i Ericssons interna tidskrift Kontakten kunde anläggningen kallas "förpackningsfabrik" istället för centrallager. Till lagret kom gods från bland annat Visby, Karlskrona och Söderhamn. Godset lagrades i olika ”celler” om cirka 1  000 m² vardera. Cellerna var brandsäkra och kunde rymma gods för ett värde mellan 10 och 30 miljoner kronor. Godset transporterades på europapallar som vid tiden hade blivit standard i Europa. Därmed skulle den mindre LM-pallen urfasas. Inom lagret transporeterdes godset med hjälp av radiodirigerade truckar.
Ytterligare ett led i rationaliseringen var den så kallade lådspikningen som flyttades från huvudfabriken vid Telefonplan till det nya lagret. Det rörde sig om spikning av standardlådor för utgående gods som utfördes efter löpande-band-principen. Lådspikningen skedde på ”däcket” med en kapacitet på 1 250 standardlådor om dagen (lika med en låda var 26:e sekund), vilket motsvarade ett dagsbehov. Det fanns även linjer för packning i speciallådor och kartonger.
Packningen skedde vid speciella packlinjer där standardlådorna hade 25 packningsplatser. När en order skulle sammanställas framplockades de olika detaljerna ur cellerna och fördes till packplatsen. Genom ett knapptryckningssystem beställdes erforderligt antal packlådor via en automatisk transportanordning till packplatsen. Efter packningen skickades lådorna automatisk vidare till lockspikning och slutligen till sändningsterminalen. 
Hela anläggningen representerade en nyhet inom förpackningsområdet som även uppfyllde ergonomisk hög ställda krav på arbetsplatserna. Vid projekteringen av förpackningslinjerna medverkade skyddsombud och skyddsingenjör samt LME:s förtroendeläkare Nils Masreliez.

### Utökning och avveckling

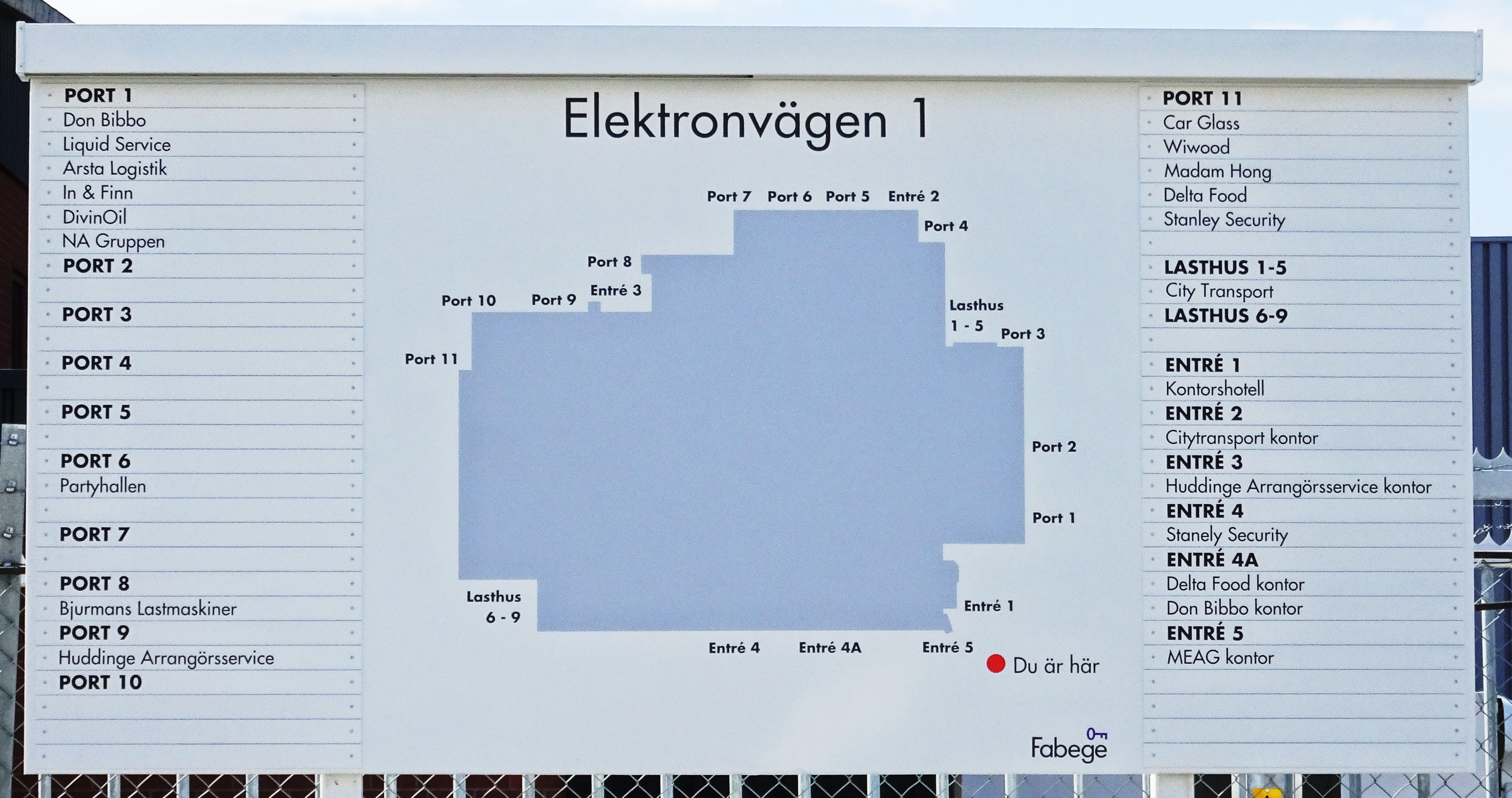
Hustes företag i april 2021.

Det följde flera utbyggnadsetapper, bland annat etapp 2 från 1974-1975 som var centrallagrets utökning söderut med lager- och terminalyta på den fortfarande obebyggda delen av Regulatorn 2. Även denna gång var arkitekt Sven Trägårdh och konstruktör J&W. Lagerhallens bärande stomme bestod av betongelement levererade av Strängbetong. Byggnadsytan uppgick därefter  till totalt 39 900m². Den sista ombyggnaden skedde 1998. År 2009 lämnade Ericsson Flemingsbergs industriområde och hanteringen flyttades till Borås. Motivet var ökad effektivitet och flexibilitet.
Därefter utfördes ombyggnader som syftade till att dela upp den stora lokalen i flera mindre för olika företag. Industrifastigheten Regulatorn 2 förvärvades av Fabege i augusti 2020. Säljare var WA-fastigheter via ett dotterbolag. WA-fastigheter kom över Regulatorn 2 via en affär i två steg med Catena. Våren 2017 förvärvade man 50 procent och resterande andel köptes sedan in sommaren 2018. Fabege:s köpeskilling uppgick till 760 miljoner kronor.
I dag (april 2021) har ett 20-tal företag sin verksamhet i byggnaden, bland dem Carglass, City Transport, Delta Food, Bjurmans lastmaskiner, Stanely Security och Meag. Den gamla kontorslängan är ombyggt till kontorshotell.

### Nutida bilder

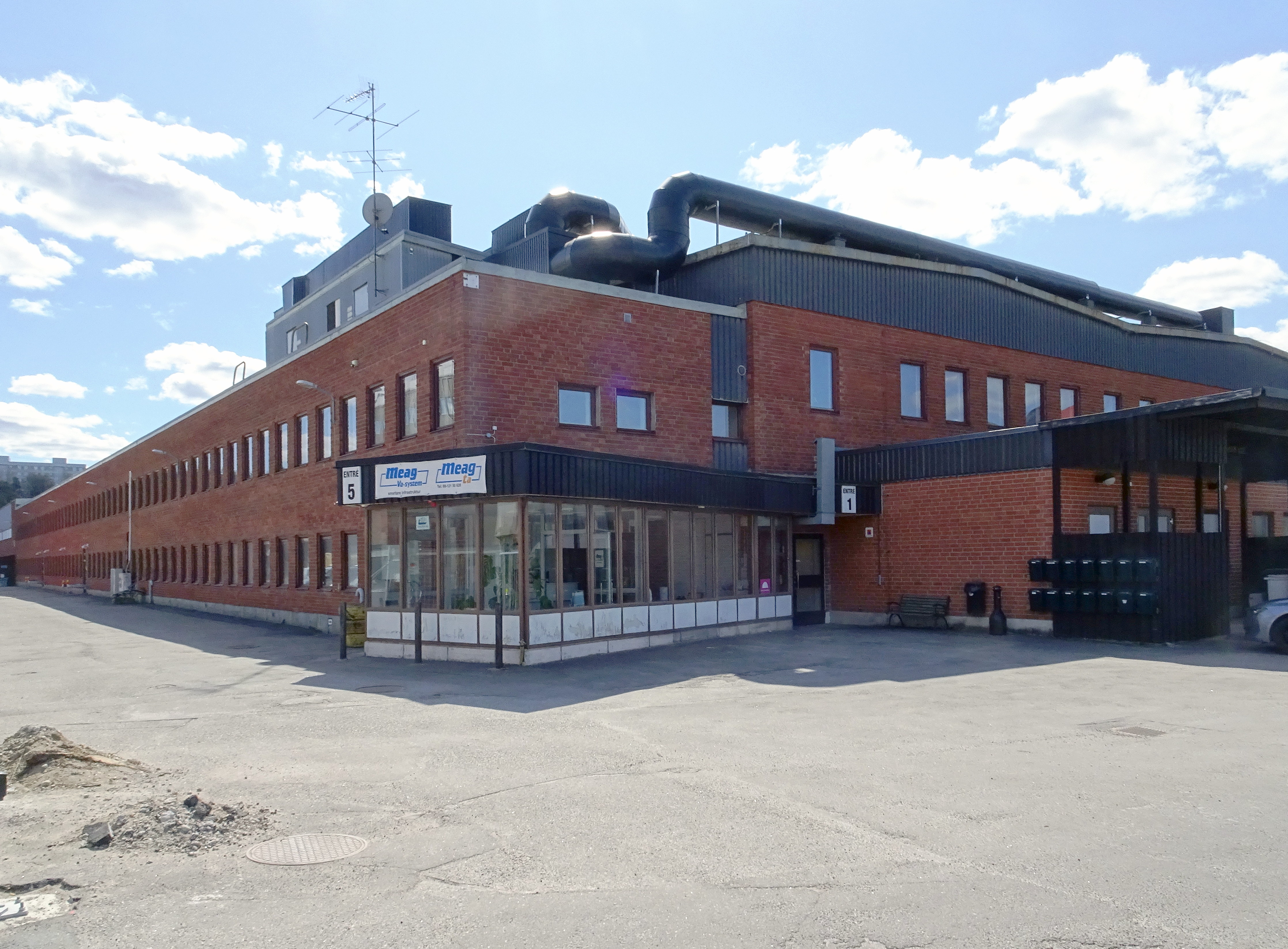
Vaktkuren och kontoret, etapp 1.
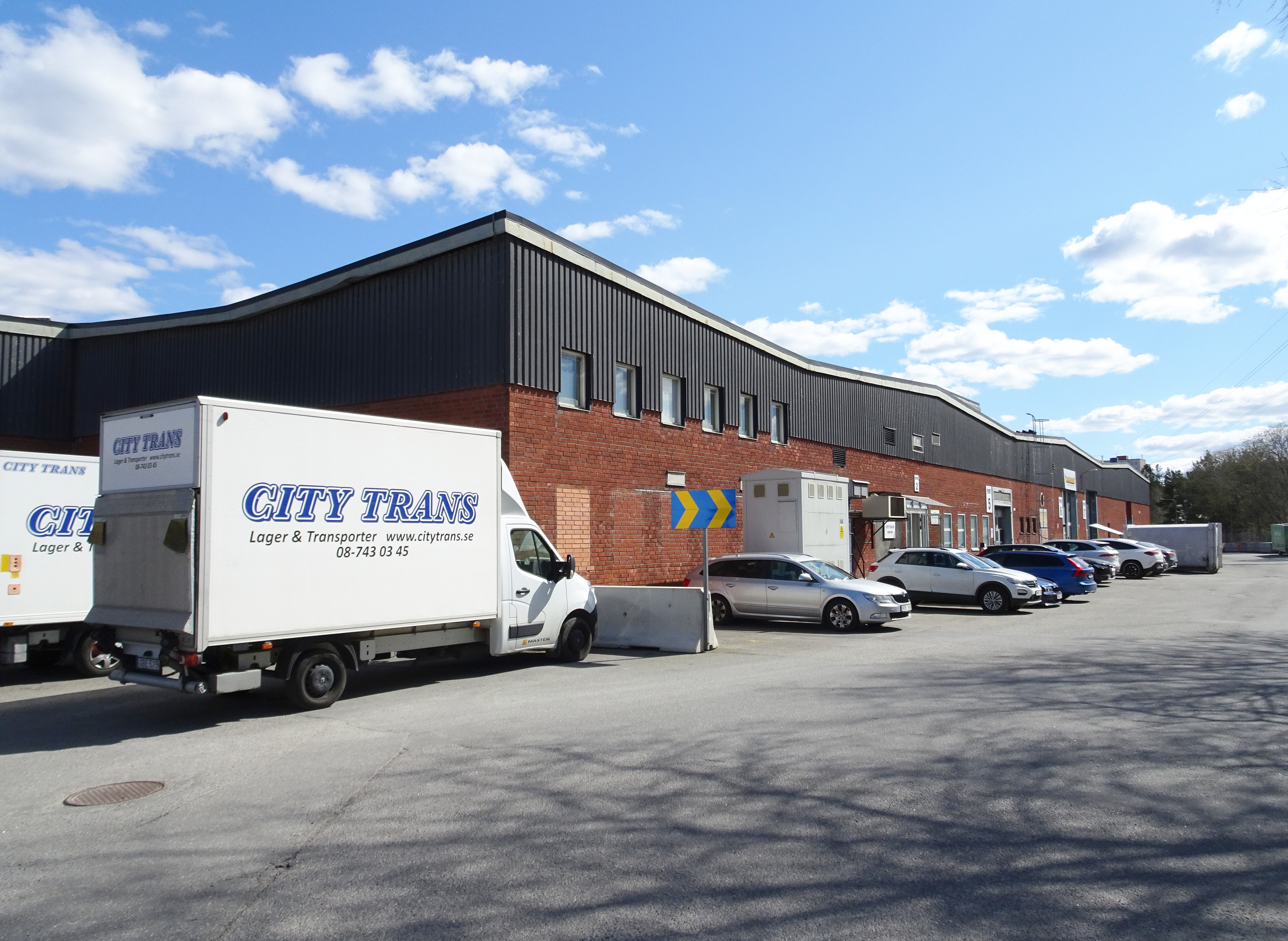
Fasad mot väster, etapp 1.
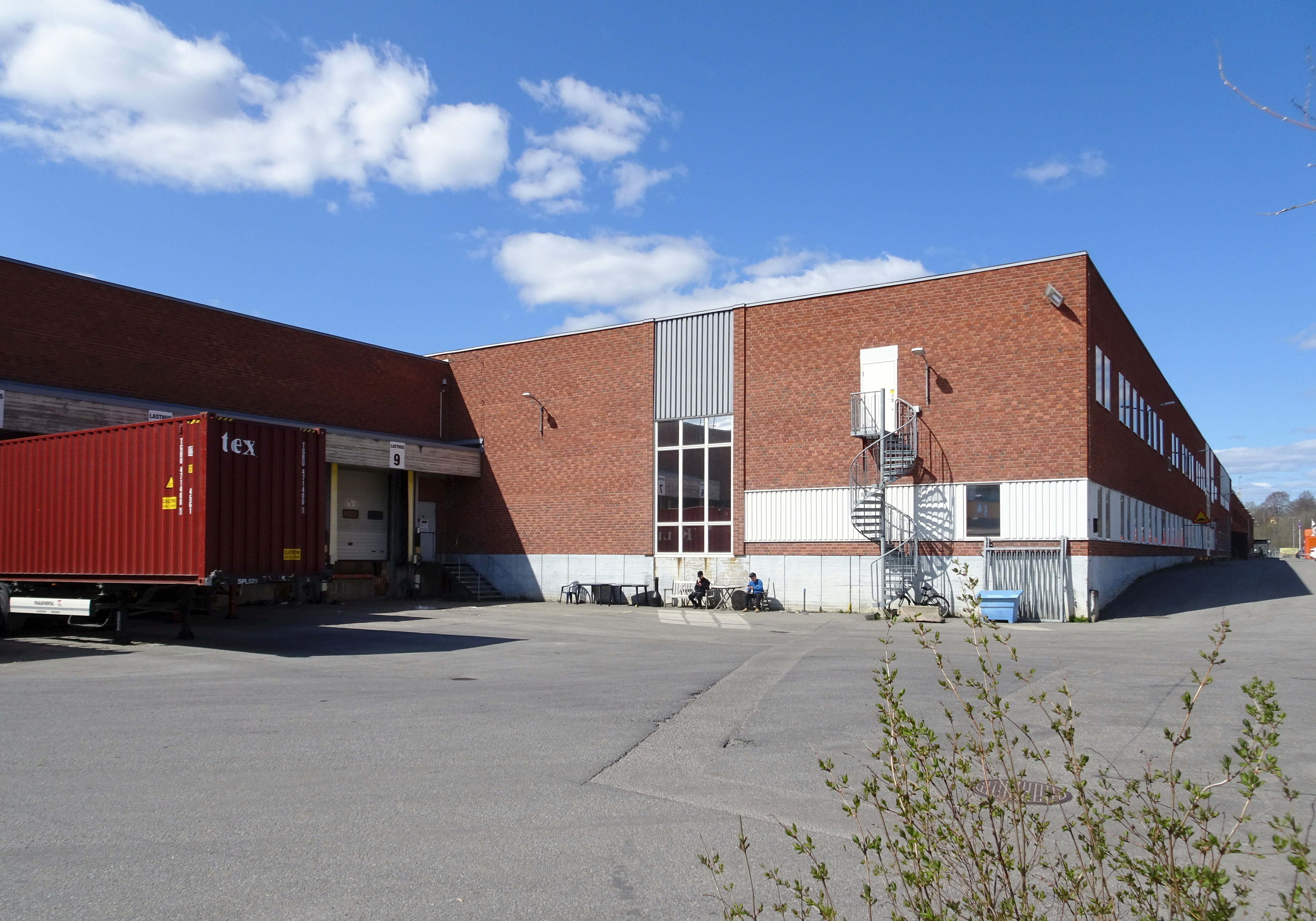
Fasad mot öster, etapp 2 närmast.
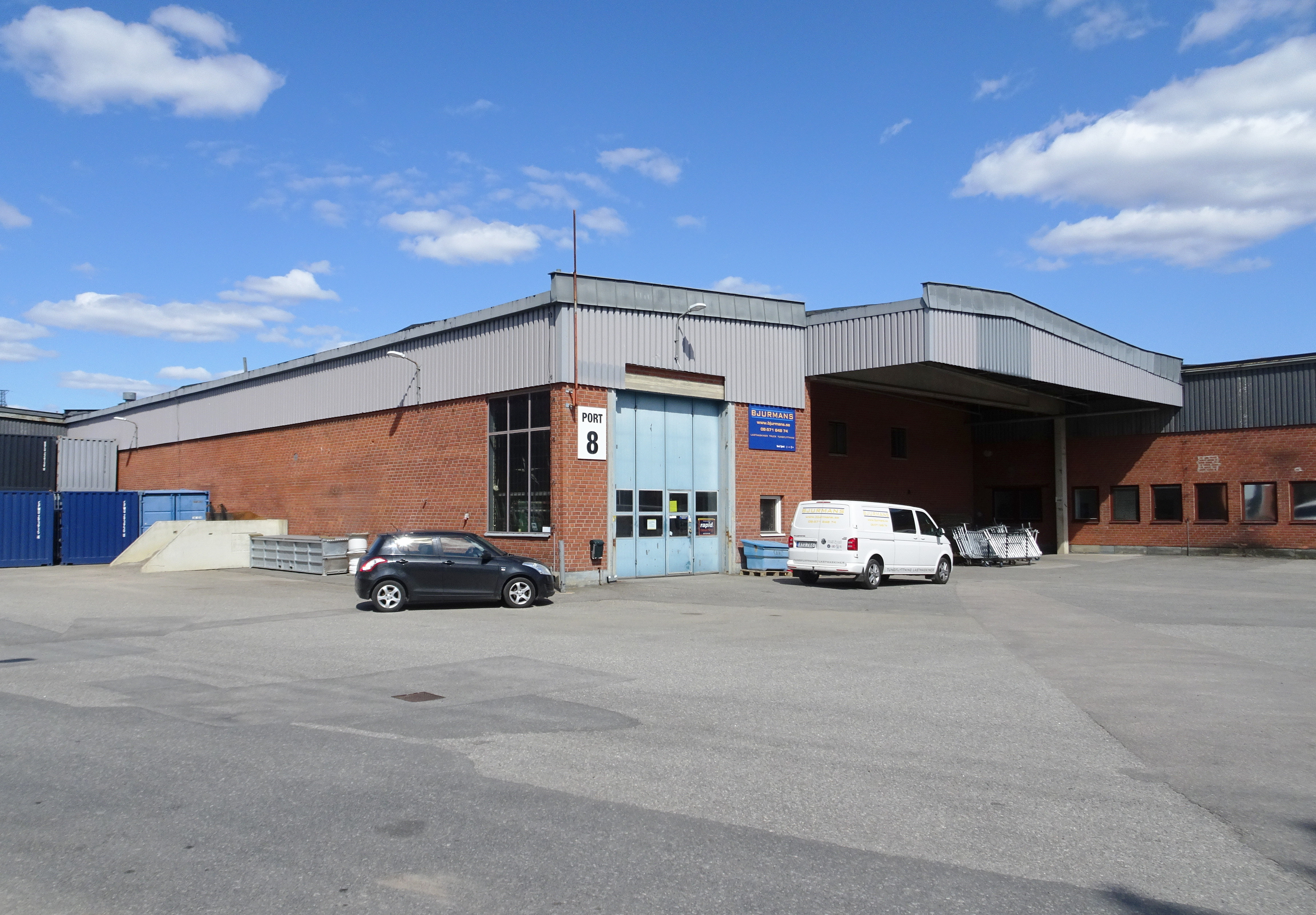
Fasad mot väster, etapp 2.